# Troye Sivan
Troye Sivan Mellet (født 5. juni 1995 i Johannesburg, Sydafrika), bedre kendt som Troye Sivan, er en sydafrikansk-født australsk skuespiller, sanger og YouTuber. Han har blandt andet medvirket i filmen X-Men Origins: Wolverine, hvor han spillede den unge udgave af James Howlett. Han har også været med i trilogien Spud, hvor han spillede hovedrollen. Hans youtubekanal har over 6 millioner abonnenter. Udover Youtube holder Troye desuden kontakten med sine fans på Twitter og instagram, som han aktivt benytter. Hans twitter har i juli 2018 mere end 8,7 millioner følgere, mens han på instagram har mere end 8,6 millioner følgere.

## YouTube
I 2012 begyndte Troye Sivan at vlogge på sin YouTube-kanal pga. en god ven Casper Lee. Kanalen har sidenhen opnået stor succes og er med sine mere end 6 millioner abonnenter den næstmest abonnerede kanal i Australien. Troye Sivan har i flere af sine videoer samarbejdet med andre populære youtubere, heriblandt Tyler Oakley, Caspar Lee og Zoella. I august 2013 sprang Troye Sivan ud som homoseksuel gennem en video på sin YouTube-kanal. Videoen blev hurtigt populær og er i juli 2018 set af mere end 8,0 millioner mennesker.

## Musik
Sivan udgav den 4. december 2015 sit debutalbum Blue Neighbourhood. Deluxe versionen af Blue Neighbourhood består af 16 sange, hvoraf 4 af dem har musikvideoer på youtube. Der er desuden et fanprojekt på youtube, lavet af en twitterprofil, hvor mange af Troye Sivans fans synger teksten til hans sang Lost Boy. I januar 2018 udgav han singlen "My My My!", som han for første gang optrådte med i underholdningsprogrammet Saturday Night Live d. 20. januar 2018. Singlen er en del af Sivans andet album "Bloom", som er sat til at udkomme 31. august 2018. Albummet indeholder desuden sangen "Bloom" og sangen "Dance to This", som også Ariana Grande medvirker på.
Han har udover det også udgivet 4 EP'er; Dare to dream, June Haverly, TRXYE og WILD.